# ペリービルの戦い
ペリービルの戦い（ペリービルのたたかい、英:Battle of Perryville、またはBattle of Chaplin Hills）は、南北戦争中盤の1862年10月8日、南軍のハートランド攻勢（ケンタッキー方面作戦）の頂点として、ケンタッキー州ペリービルの西、チャップリンヒルズで行われた戦闘である。

## 概要
南軍将軍ブラクストン・ブラッグのミシシッピ軍は、北軍ドン・カルロス・ビューエル少将のオハイオ軍の実質的には1個軍団に対して戦術的勝利を上げた。この戦闘はケンタッキーの戦いと呼ばれることもあり、戦闘後間もなくブラッグ軍がテネシー州に引き上げ、境界州であるケンタッキー州は戦争の残り期間北軍の支配するところとなったので、北軍の戦略的勝利と考えられている。
10月7日、ブラッグ軍を追跡していたビューエル軍は3列で小さな交差点の町ペリービルに集結した。北軍は戦闘が拡がる前にスプリングフィールド・パイクでまず南軍の騎兵と小競り合いを演じ、ピーターズヒルでは、南軍の歩兵が到着したときに、両軍共に新鮮な水に接しようと必死になった。翌日の夜明け、ピーターズヒル周りで戦闘が再開し、北軍の師団がパイクを前進し、南軍戦線のすぐ前で止まった。正午過ぎ、南軍師団が北軍左翼アレクサンダー・マクック少将の第1軍団を衝き後退させた。南軍の勢力が戦闘の場に集結したとき、北軍の戦線は頑強に抵抗し反撃したが最終的に幾つかの部隊が潰走して後退した。
ビューエルは戦場から数マイル後方におり、戦闘が起こったことに気付かず、午後遅くまで前線に予備隊を送らなかった。北軍の左翼は2個旅団で補強されてその前線を安定させ、南軍の攻撃は散発になって止まった。その後、南軍3個連隊がスプリングフィールド・パイクで北軍師団に攻撃を掛けたが、反撃されてペリルビルに後退した。北軍が追撃して暗闇前の時間帯に通りで小競り合いが起こった。この時までに北軍の増援が南軍の左翼を脅かしていた。ブラッグは兵士や物資が不足するようになり、夜の間に撤退し、カンバーランド渓谷を通って東テネシーまでの後退を続けた。
両軍の戦った戦力に対する損失を考えれば、ペリービルの戦いは南北戦争の中でも流血の多い戦闘であり、ケンタッキー州では最大の戦いとなった。

## 1862年のケンタッキー方面作戦

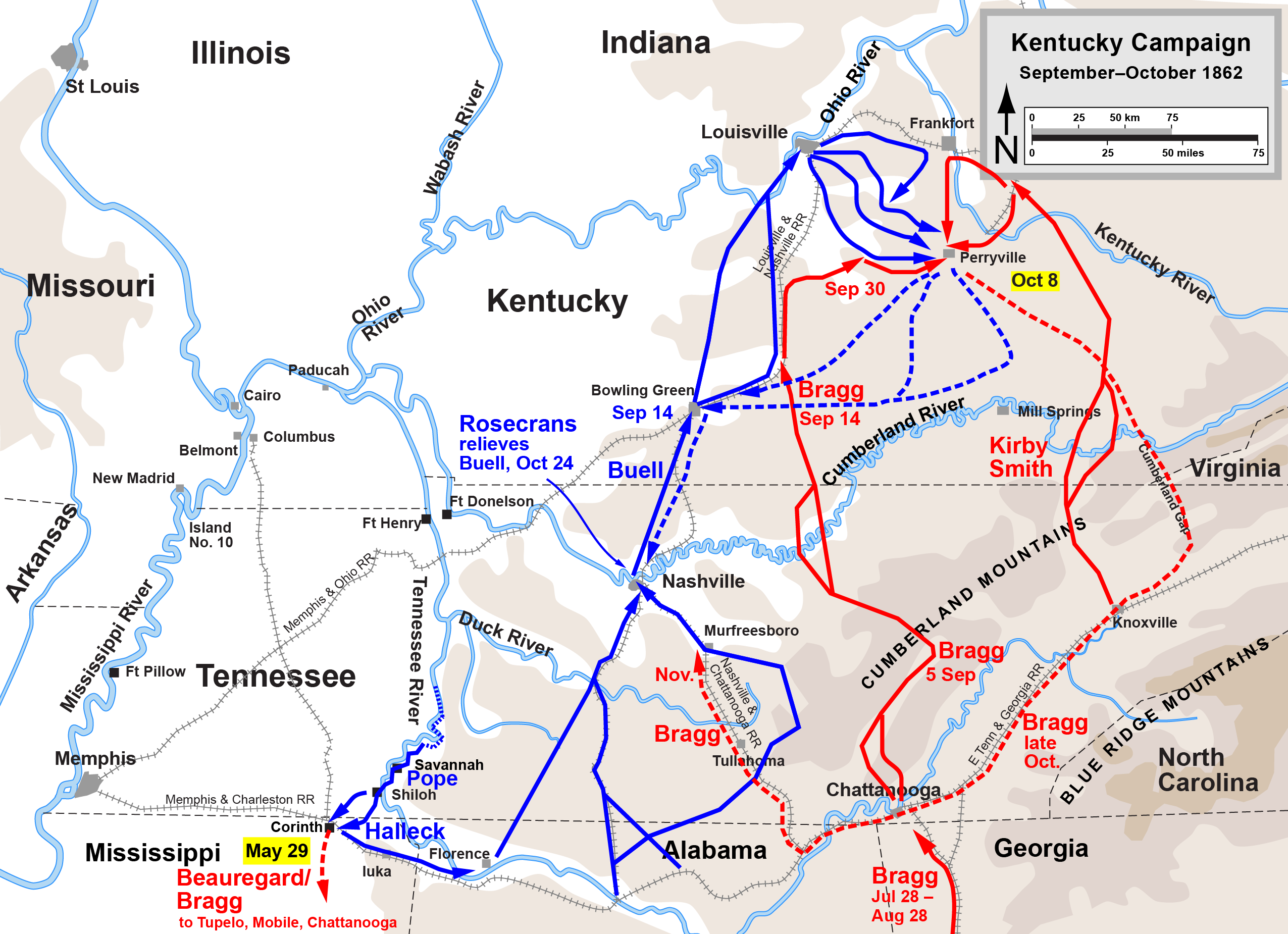
西部戦線のコリンス包囲戦からケンタッキー方面作戦までの展開
南軍
北軍

境界州であるケンタッキー州は南部州のテネシー州やバージニア州、および北部州のイリノイ州、インディアナ州やオハイオ州の間に位置して、その位置故にまたオハイオ川など重要な川の支配のために、両軍の欲しがるところとなった。1861年9月、ケンタッキー州生まれのエイブラハム・リンカーン大統領はその私信で「私はケンタッキー州を失うことが戦争全体を失うことに近いものになると思う」と書いていた。
戦争の初期に州内の対立する見解が支配を巡って競い合い、州議会は公式に中立を宣言した。9月3日、南軍のレオニダス・ポーク少将がミシシッピ川下流の支配のために重要と考えたケンタッキー州コロンバスを占領したのに対し、2日後には北軍のユリシーズ・グラント准将が、ケンタッキー州パデューカを占領したときに、ケンタッキー州の中立が初めて破られた。これ以降、両軍共にケンタッキー州の中立宣言を尊重することは無かった。ケンタッキー州は合衆国から脱退することは無かったが、1861年11月に暫定的な南軍側州都がボウリング・グリーンに置かれた。このことは南軍諸州によるケンタッキー州の認知となり、南軍旗にはケンタッキー州を表す星が1つ加えられた。
ケンタッキー州侵入の主導権は南軍東テネシー方面軍指揮官のエドマンド・カービー・スミス少将がまず取った。スミスはその作戦で、補給物資の調達、新兵の募集、テネシー州から北軍の注意を逸らすこと、およびケンタッキー州が南軍であることの主張ができると考えた。ケンタッキー州で新兵を募集したいという彼の熱望の幾らかは、ジョン・ハント・モーガン大佐による1862年7月に行われた騎兵の襲撃が成功して促進された。モーガンはビューエル軍の後方地帯深く分け入り、ビューエル軍やワシントンD.C.をかなり驚かせた。モーガンは襲撃中に歓喜で迎えられ支援されもし、さらに900名の部隊に300名のケンタッキー人を加えた。彼はスミスに自信ありげに「州全体が確保できる、25,000名や30,000名は直ぐに入隊するはずだ」と約束した。
ブラッグは様々な選択肢があり、ミシシッピ州コリンスを再奪取すること、あるいは中部テネシー州を通ってビューエル軍に対抗することなどが考えられた。スミスの増援要求も気に掛かっており、そのミシシッピ軍をスミス軍と合流させることにした。ミシシッピ州テューペロからアラバマ州モービルとモンゴメリーを経由してテネシー州チャタヌーガに至る複雑な鉄道経路で3万名の歩兵を移動させた。物資用荷馬車、騎兵、および砲兵はジョージア州ロームを通って陸路を移動させた。ブラッグは西部戦線で上級の将軍だったが、アメリカ連合国大統領ジェファーソン・デイヴィスは、スミスの東テネシー方面軍は独立の指揮系統とさせ、バージニア州リッチモンドの首都に直接報告させるようにしたので、このことが作戦の間のブラッグを難しくさせた。
スミスとブラッグは1862年7月31日にチャタヌーガで会見し、ケンタッキー方面作戦の作戦を練った。新しく創設されたケンタッキー軍にはブラッグ軍の2個旅団を加えて約21,000名とし、スミスの指揮で北のケンタッキー州に入り、カンバーランド渓谷の北軍守備隊に対処することとした（ブラッグ軍は長旅で疲れており直ぐに攻撃的な作戦を開始できなかった）。その後スミスはブラッグの所に戻って合流し、ビューエル軍の後に回り込んで、その供給線を守る戦いを強いる。グラントがビューエル軍を北ミシシッピから補強しようとした場合、スターリング・プライスとアール・ヴァン・ドーン各少将の小さな部隊がこれに対処する。ブラッグとスミスの軍が合流した場合、上官であるブラッグがスミスを直接指揮下に置く。ビューエル軍を破ることができると仮定して、ブラッグとスミスの軍隊はケンタッキー州に行軍し、地元の住民に歓迎される。北軍が残って居ればケンタッキー州で会戦を行って倒し、オハイオ川を南軍の前線にする、という作戦だった。
ケンタッキー方面作戦の作戦は大胆だが危険性もあり、当初は指揮系統が統一されていない複数の軍隊の完全な協働が必要だった。デイヴィス大統領からはケンタッキー州を奪れという圧力があったものの、ブラッグはほとんど直ぐに考え直し始めた。スミスはケンタッキー州で一人で業績を上げることが個人的な栄誉に繋がることを予測し、直ぐにブラッグとの同意事項を放棄した。スミスはその意図に合うようにブラッグを欺き、表向きカンバーランド渓谷への遠征のために2個旅団を要請した。8月9日、スミスはブラッグに、同意事項を破りつつあり、カンバーランド渓谷を迂回して、そこには北軍の守備兵を無効化する小さな牽制部隊を残し、北へ進むつもりだと報せた。ブラッグはスミスに同意事項に敬意を払わせることができず、その注意をナッシュビルの代わりにレキシントンに向かうことに集中させ、スミスにはビューエル軍がスミス軍を追跡して、ブラッグ軍とスミス軍が合流する前に個別撃破する可能性があることを忘れるなと注意した。
スミスは8月13日にノックスビルから21,000名の軍隊で北に進発し、ブラッグはスミスがレキシントンに到着する直前の8月27日にチャタヌーガを出た。この方面作戦の開始はロバート・E・リー将軍の北バージニア方面作戦（第二次マナサス方面作戦）での攻勢と、プライスとヴァン・ドーンによるグラントに対する作戦と期を同じくしていた。中央で指示されたわけでは無かったが、南北戦争の中でも最大の南軍による同時攻勢だった。
一方、ビューエル軍はチャタヌーガに向けてのその緩りとした行軍を放棄するしかなかった。南軍の動きに関する情報を得て、ナッシュビル周辺でその軍を結集させることにした。スミスとブラッグの両軍がケンタッキー州内にいるという報せは、その軍隊を北軍の確保するケンタッキー州ルイビルとオハイオ州シンシナティの両都市の間に置いておく必要があると確信させた。9月7日、ビューエルのオハイオ軍はナッシュビルを離れ、ルイビルに向かうブラッグ軍との競争を始めた。
ブラッグは行軍中にマンフォードビルの戦いで北軍の砦を占領することでその目標から気を逸らされた。このとき、（ルイビルで）ビューエル軍との戦いに向かうか、リッチモンドとレキシントンの占領で州内中央部の支配を得た後、シンシナティに向かうと脅威を与えているスミス軍と合流するかを再び決断する必要があった。ブラッグはスミス軍との合流を選んだ。このことで、ビューエルはルイビルに到着することができ、そこで北軍が集まって再編成し、数千の新兵で補強することができた。ビューエルはジョシュア・W・シル准将に20,000名を付けてフランクフォートに派遣し、スミスの注意を逸らせ、南軍の2つの軍隊が合流して自軍に当たらないようにすることを期待した。一方、ブラッグは自隊を離れフランクフォートでスミスに会い、10月4日に行われた南軍側知事リチャード・ホーズの就任宣誓式に出席することができた。就任宣誓式は近付きつつあるシルの師団からの砲声で中断され、その夜に予定されていた就任舞踏会は中止された。

## 対戦した戦力

### 北軍

北軍の主要指揮官
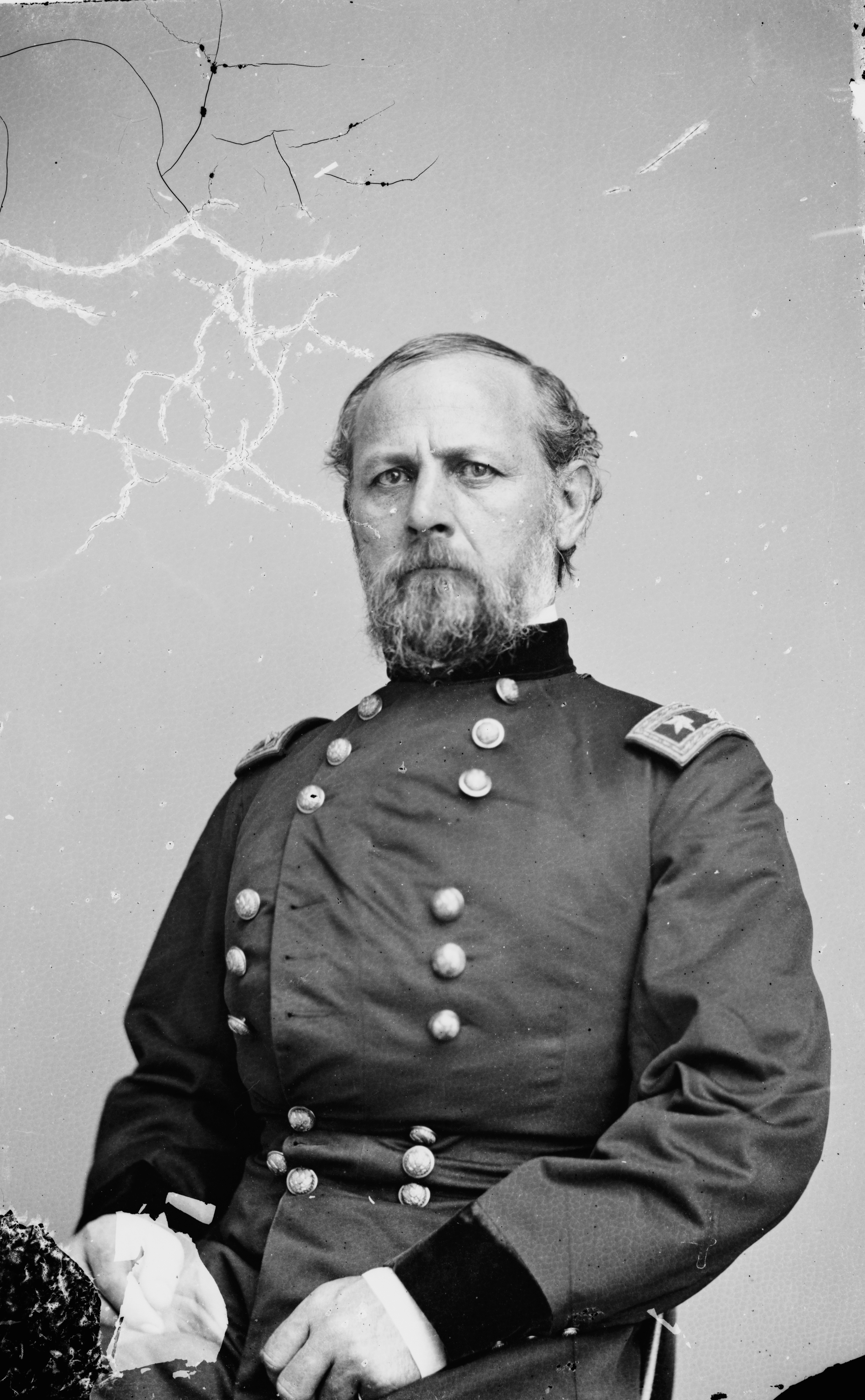
ドン・カルロス・ビューエル少将、北軍
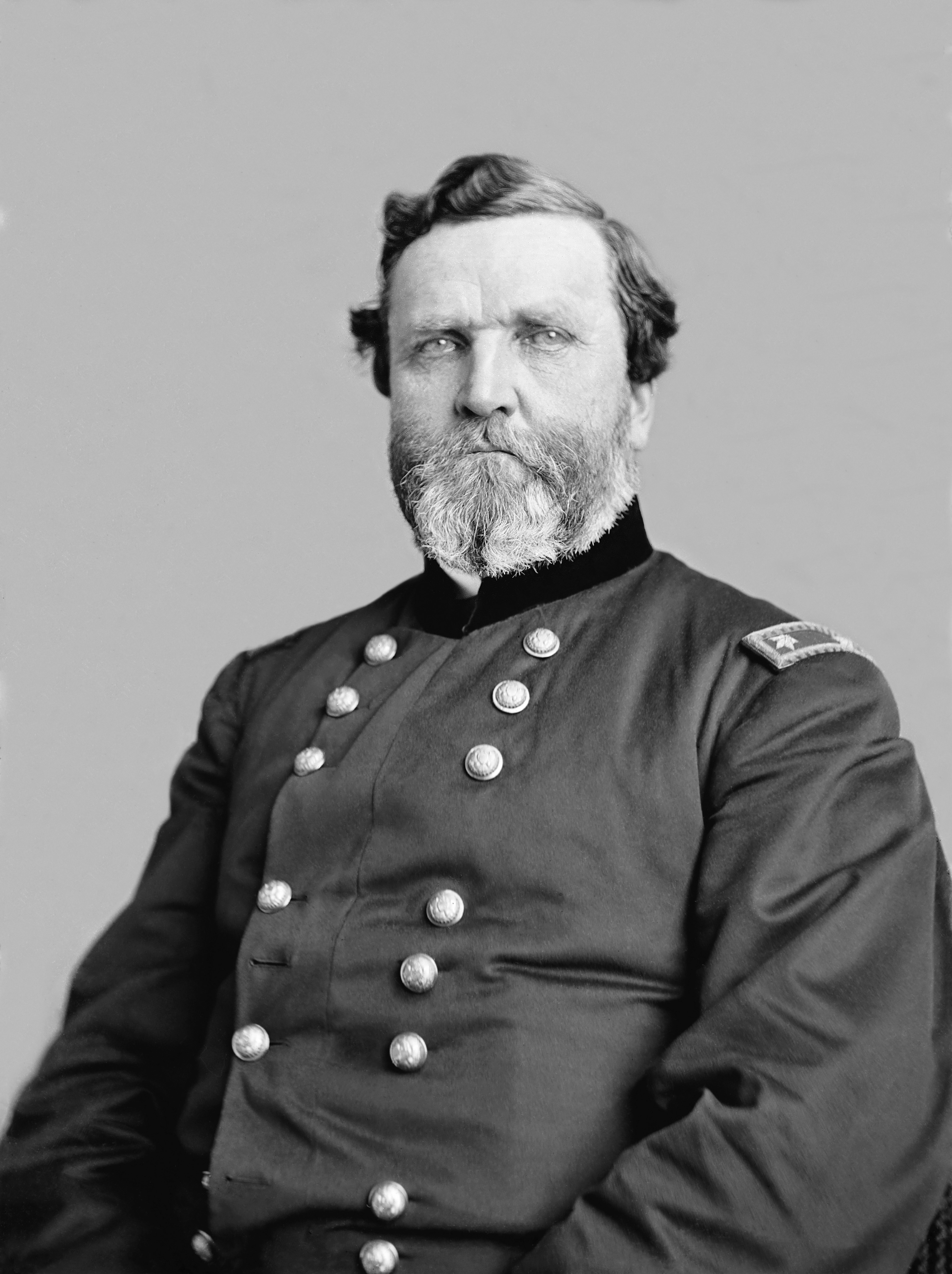
ジョージ・ヘンリー・トーマス少将、北軍
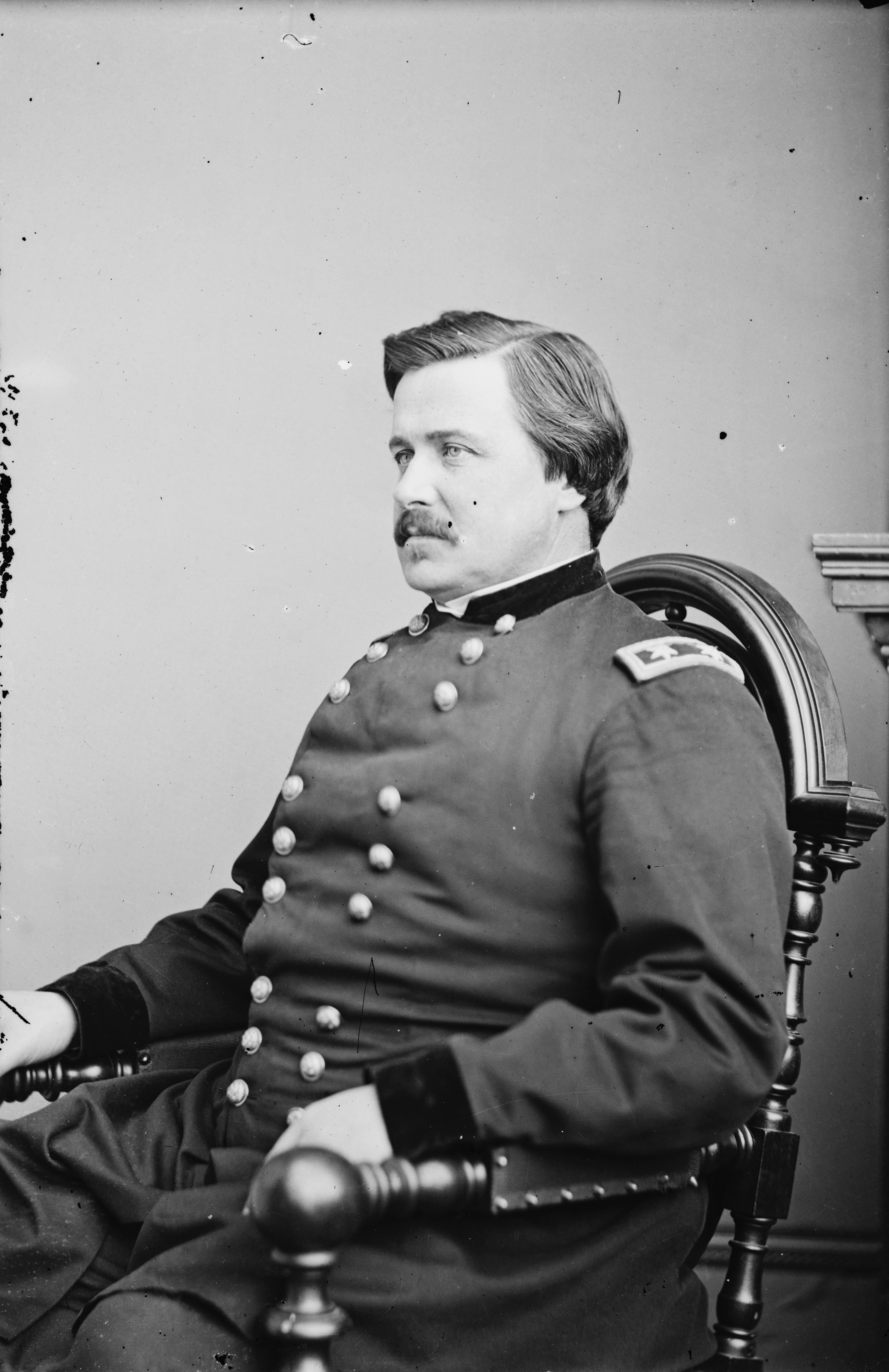
アレクサンダー・マクック少将、北軍
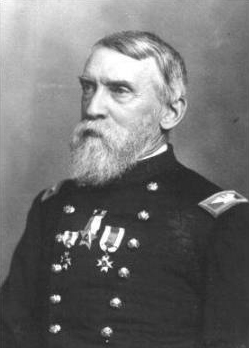
チャールズ・C・ギルバート少将、北軍

10月1日ビューエルのオハイオ軍はジョージ・ヘンリー・トーマス少将を副司令官としてルイビルを発った（この2日前に、ビューエルはワシントンから指揮官を解任しトーマスに引き継がせるという命令を受け取ったが、トーマスが異議を唱え、方面作戦が進行中に指揮官職を受けられないと言ったので、ビューエルはそのまま指揮を続けた）。総勢55,000名だが、その多くはトーマスが「まだ訓練も施されておらず、適切な砲兵隊も備わらず、訓練を積んだ敵に対して活動的な作戦を行うには全く不向き」と記述した状態で、3つの別々の道路をバーズタウンにいるブラッグの古参兵軍に向かって進軍した。
アレクサンダー・マクック少将の第1軍団はマックビル道路にそって左翼を進んだ。総勢13,000名はラベル・H・ルソー准将の第3師団、およびジェイムズ・S・ジャクソン准将の第10師団で構成された。
トマス・L・クリッテンデン少将の第2軍団は右翼のレバノン道路を進んだ。総勢20,000名はウィリアム・スーイ・スミス准将の第4師団、ホレイショ・P・ヴァン・クリーブ准将の第5師団およびトマス・J・ウッドの第6師団で構成された。
チャールズ・C・ギルバート少将の第3軍団は中央のスプリングフィールド・パイクを進んだ。ほんの数週間前、ギルバートは大尉だったが、以前の指揮官ウィリアム・"ブル"・ネルソン少将の殺害の後で、少将の代行と軍団指揮官に昇進していた。ギルバートの総勢22,000名も3個師団で構成された。アルビン・F・シェフ准将の第1師団、ロバート・B・ミッチェル准将の第8師団およびフィリップ・シェリダン准将の第11師団だった。

### 南軍

南軍の主要指揮官
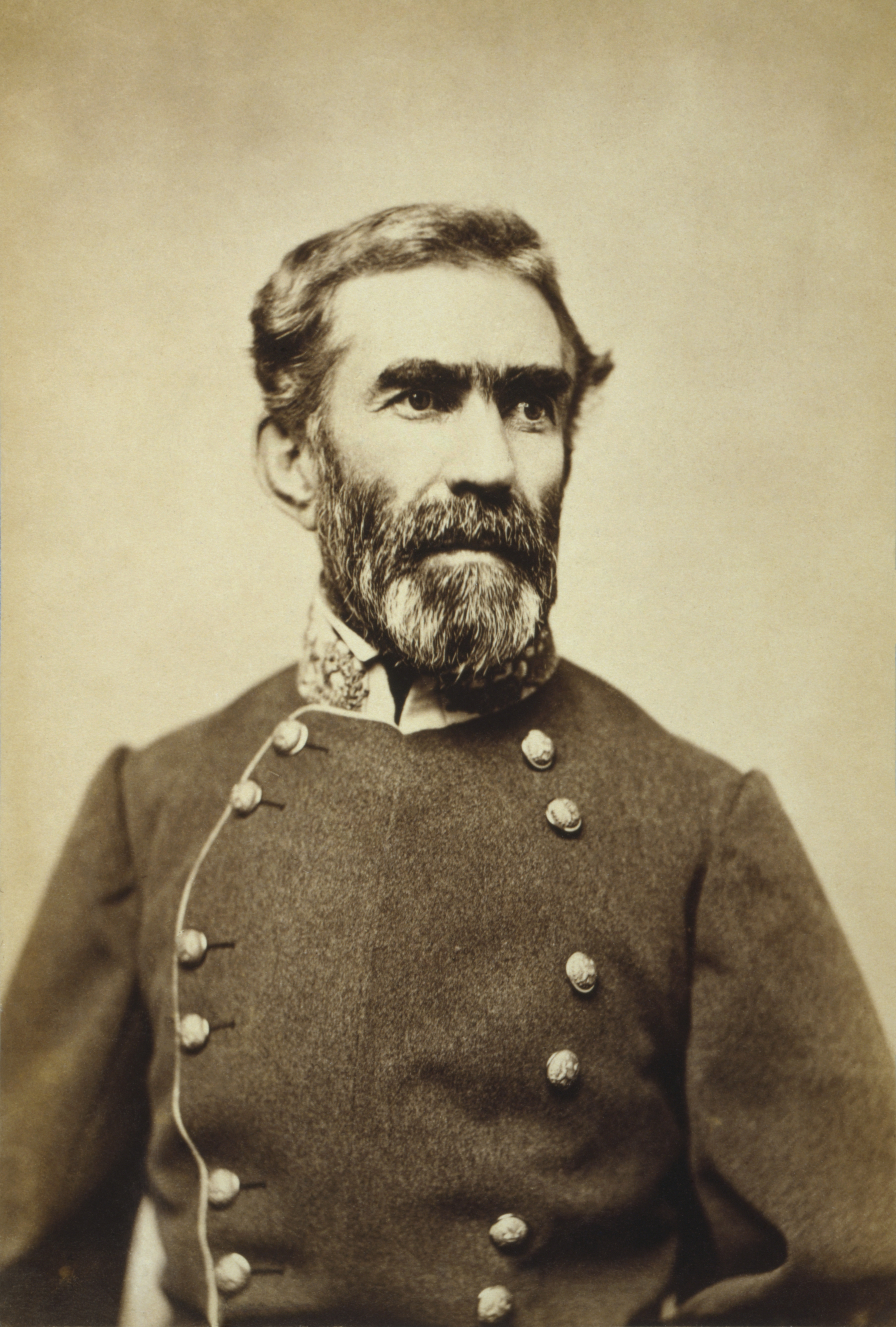
ブラクストン・ブラッグ将軍、南軍
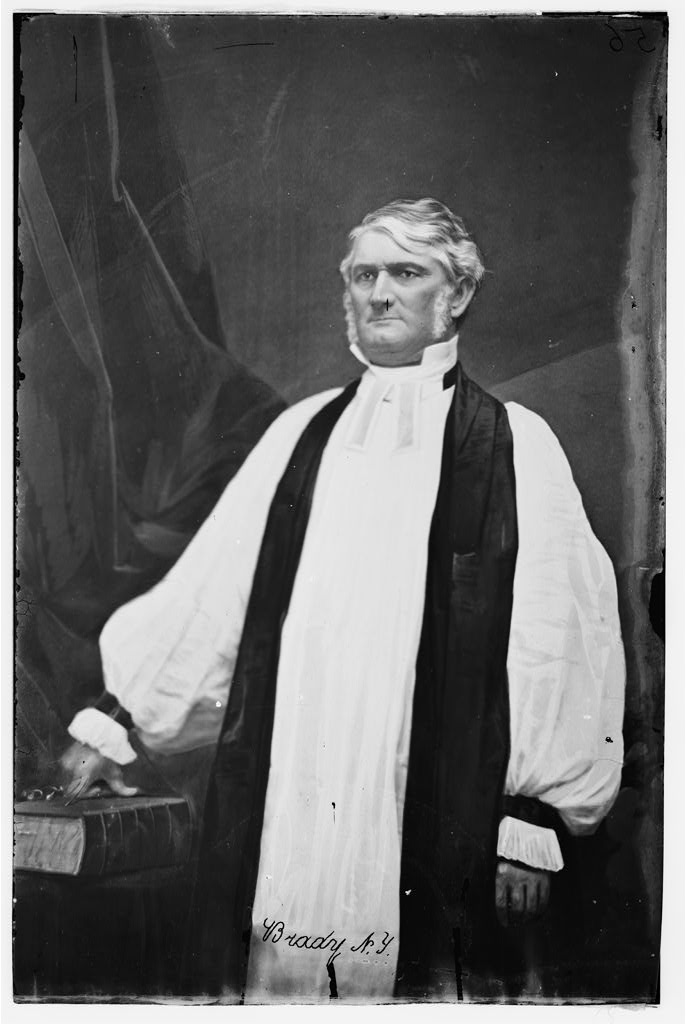
レオニダス・ポーク少将、南軍
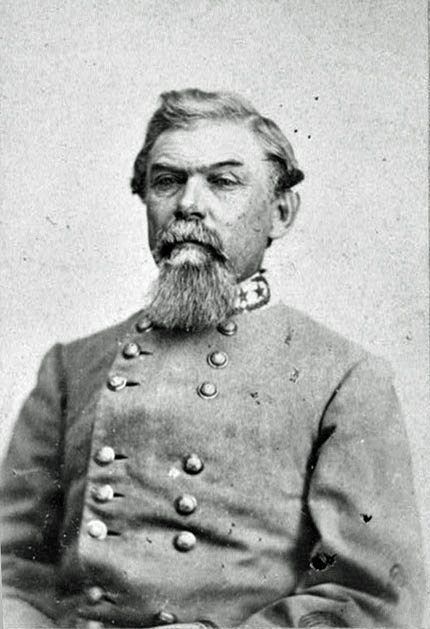
ウィリアム・J・ハーディ少将、南軍

ブラッグのミシシッピ軍は2翼に分かれた16,800名で構成された。右翼はレオニダス・ポーク少将が指揮し、ベンジャミン・F・チーザム少将の1個師団だけだった。左翼はウィリアム・J・ハーディ少将が指揮し、J・パットン・アンダーソンとサイモン・B・バックナー各准将の師団で構成された。

## 前哨戦
ブラッグは9月28日にフランクフォートに向けて出発したとき、その軍隊指揮をポークに任せた。10月3日、北軍大部隊の接近によって南軍は東方への後退を強いられ、バーズタウンが10月4日に占領された。ハーディの翼はペリービルで停止しブラッグからの応援を要請した。ブラッグはケンタッキー州ベルサイユでその軍隊を集結させたいと望んだが、北軍第3軍団が急速に接近したので、ペリービルとハロッズバーグでの集結を強いられた。
ハーディは幾つかの理由でペリービルを選んだ。ペリービルは住人約300名の村だが、近くの6方向にある町とを繋ぐ優れた道路網があり、戦略的な柔軟性があった。ブライアンツビルにある南軍の物資保管所に北軍が接近するのを阻む位置にあった。また、水源を確保できる可能性もあった。その地域は何ヶ月も干魃で苦しんでいた。暑さは人も馬も耐え難いものであり、町の西にある川やクリークで得られるはずの飲料水源の大半は水量が減って澱んだ個別の水溜まりになっており、是が非でも確保したいものだった。
10月7日、ビューエル軍はペリービル地域に到着し、騎兵隊がその日を費やしてホィーラーの後衛を潰した。ビューエルは第3軍団と共にあり、南軍がペリービルで停止し、その歩兵を配置に付けたことを知った。ここで攻撃の作戦を立てた。敵軍が主要な目標だったが、水源が使えるということは町とその周辺を支配することを望ましくさせていた。ビューエルは各軍団に翌日の午前3時に動き、同10時に攻撃を掛けるよう命令を発した。しかし、第1軍団と第2軍団の動きは鈍く、水を探して行軍のコースから数マイル逸れていた。ビューエルは攻撃を10月9日まで延ばし、その軍隊の配置を終わらせることにし、8日は各軍団長に会戦を避けるよう命令した。ビューエルは到着しつつある軍団の配置を監督できなかった。馬から放り出されたときに負傷して、馬に乗れなかった。その作戦本部は町の真西約3マイル (5 km)にあるドーシーの家にした。
ハーディはペリービルに北と西から入る3本の道路に跨って防衛線を布いた。増援が到着するまではバックナー師団の4個旅団のうち3個旅団しかいなかった。スターリング・A・M・ウッド准将が町の北で配置に付いた。ブッシュロッド・ジョンソン准将はウッドの右手で、ハロッズバーグ・パイクに近いチャップリン川の東に付いた。セントジョン・R・リデル准将のアーカンソー旅団はドクターズ・クリークの支流ブルラン・クリークの直ぐ東、ボトムヒルの頂上に陣取り、第7アーカンソー連隊をクリークの対岸にあるピターズヒルに送っていた。10月7日の夜、南軍の最後の部隊が到着し始めた。パットン・アンダーソンの4個旅団の先鋒が午後3時頃にその地域に到着した。バックナー師団の残り、パトリック・クリバーン准将の旅団が続いた。夜半頃フランク・チーザム師団の3個旅団がその小荷物列車を後に到着し直ぐにまた熱心に移動した。その4個目の旅団、プレストン・スミス旅団はハロッズバーグに戻るよう命令を受けた。

## 戦闘

### 朝の戦闘
この戦闘の最初の発砲は10月8日朝早くに行われた。第10インディアナ連隊の部隊が、ドクターズ・クリークの乾いているはずの河床に藻類で覆われた水溜まりを見付けて、そこを利用しようと前進した。そこで第7アーカンソー連隊の前衛に遭遇して銃火が交わされた。午前2時、ビューエルと第3軍団指揮官ギルバートは新しく昇進したばかりのフィリップ・シェリダン准将にピーターズヒルを確保するよう命令した。シェリダンはダニエル・マクック（第1軍団指揮官の弟）大佐の旅団とともに進発した。シェリダンはその丘を占領し、第7アーカンソー連隊をその旅団の主要戦線まで押し返したが、クリークを渉っての攻撃を続行した。リデルの旅団はシェリダンの喉が渇いた兵士達の勢いを止めることができず、リデルの属する師団指揮官バックナーはポークから支援しないように命令されていたが、その旅団を後退させた。ポークは勢力的に劣勢になることを怖れ、チャップリン川の西で会戦を始めることを心配していた。一方、北軍側では神経質なギルバートがシェリダンにピーターズヒルまで退くよう命じた。
この戦闘に先立つ数日間、ブラッグはフランクフォートに向かうシルズの師団によって、それがビューエルの主力攻撃部隊と思い欺かれていた。ブラッグはポークがペリービルで敵の小さな部隊と思っていたもの攻撃して打ち破り、直ぐに戻ってくれば全軍がスミス軍と合流できるものと思っていた。ポークはその朝早く伝令をブラッグに送って、活発に攻撃するつもりを伝えたが、直ぐに考えを変えて防御に徹することにした。ブラッグは戦闘の音が聞こえないことに怒り、指揮を執るためにハロッズバーグからペリービルまで馬を走らせ、午前10時頃に到着して、ハロッズバーグ・パイク沿いのクロウフォードの家を作戦本部に定めた。
ブラッグはポークの戦線に隙間があり側面を適切に抑えていないのを見て愕然とした。馬で乗り進んで町の北にいるマクックの第1軍団の様子を観察したが、大きな脅威はその日の朝早くに第3軍団に対する行動が起こったスプリングフィールド・パイクで続いていると判断した（クリッテンデンの第2軍団がレバノン・パイクを近付きつつあるとい情報は掴んでいなかった）。自軍の配置を北から南に並ぶ戦列に変え、「梯形編成」の攻撃に備えるよう命令した。チーザムの師団は町から北に進軍し北軍左翼に対する攻撃に備えた。これはブラッグがマックビル道路で大きな「左旋回」操軍を始めようと考えたものだった。パットン・アンダーソン師団の2個旅団が北軍中央を襲い、サイモン・バックナー師団は左翼で支援するというものだった。サミュエル・パウェル大佐が指揮するアンダーソンのもう1つの旅団がさらに南のスプリングフィールド・パイクから攻撃しようとしていた。チーザム師団の北へ向かう大急ぎでの行軍で巻き上がった埃の大きな雲で、マクックの部隊に南軍は撤退を始めていると思わせることになり、これがその日遅くの南軍による急襲効果を上げた。
10月8日の午後までに、ビューエル軍の大半が到着した。マクックの第1軍団は左翼にベントン道路からマックビル道路にかけて配置した。ギルバートの第3軍団は中央のスプリングフィールド・パイクに、クリッテンデンの第2軍団は右翼のレバノン・パイクに配置した。戦闘中の大半の行動はマクックの第1軍団に対するものだった。異常な音響陰影のために、2マイル (3 km)しか離れていないビューエルの作戦本部には戦闘の音がほとんど聞こえなかった。ビューエルはその日遅くまで戦闘の実質統制を行わず、予備隊を取っておくこともしなかった。

### 南軍右翼からの攻撃
午後12時半にチーザムの砲兵隊からの砲撃が始まったが、歩兵には直ぐに前進を命じなかった。北軍兵はその戦列を構成し続けその側面は北へ延びて意図していた攻撃路を越えていた。ブラッグはチーザム師団をウォーカーズ・ベンドに移動させ、それによって北軍の開いた側面を叩けると考えた。南軍にとって不運なことに、戦場の北端に突き出た丘、オープンノブに北軍マクックがチャールズ・パーソンズ中佐の砲兵隊とウィリアム・R・テリル准将の旅団を配置する前に、南軍騎兵の偵察隊が引き上げていた。

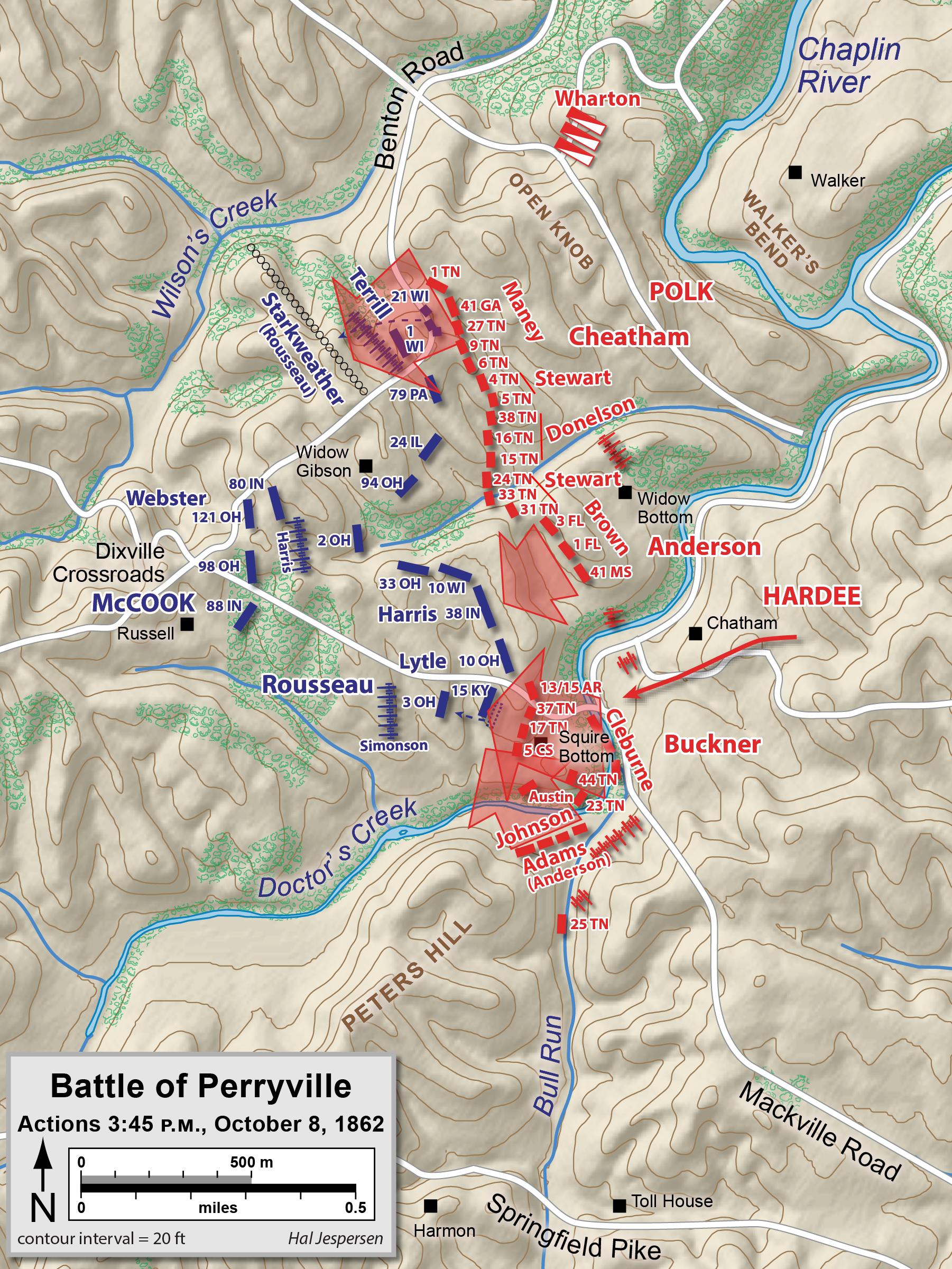
マニー、ブラウン、ジョンソンおよびクリボーンによる攻撃（~ 午後3:45）

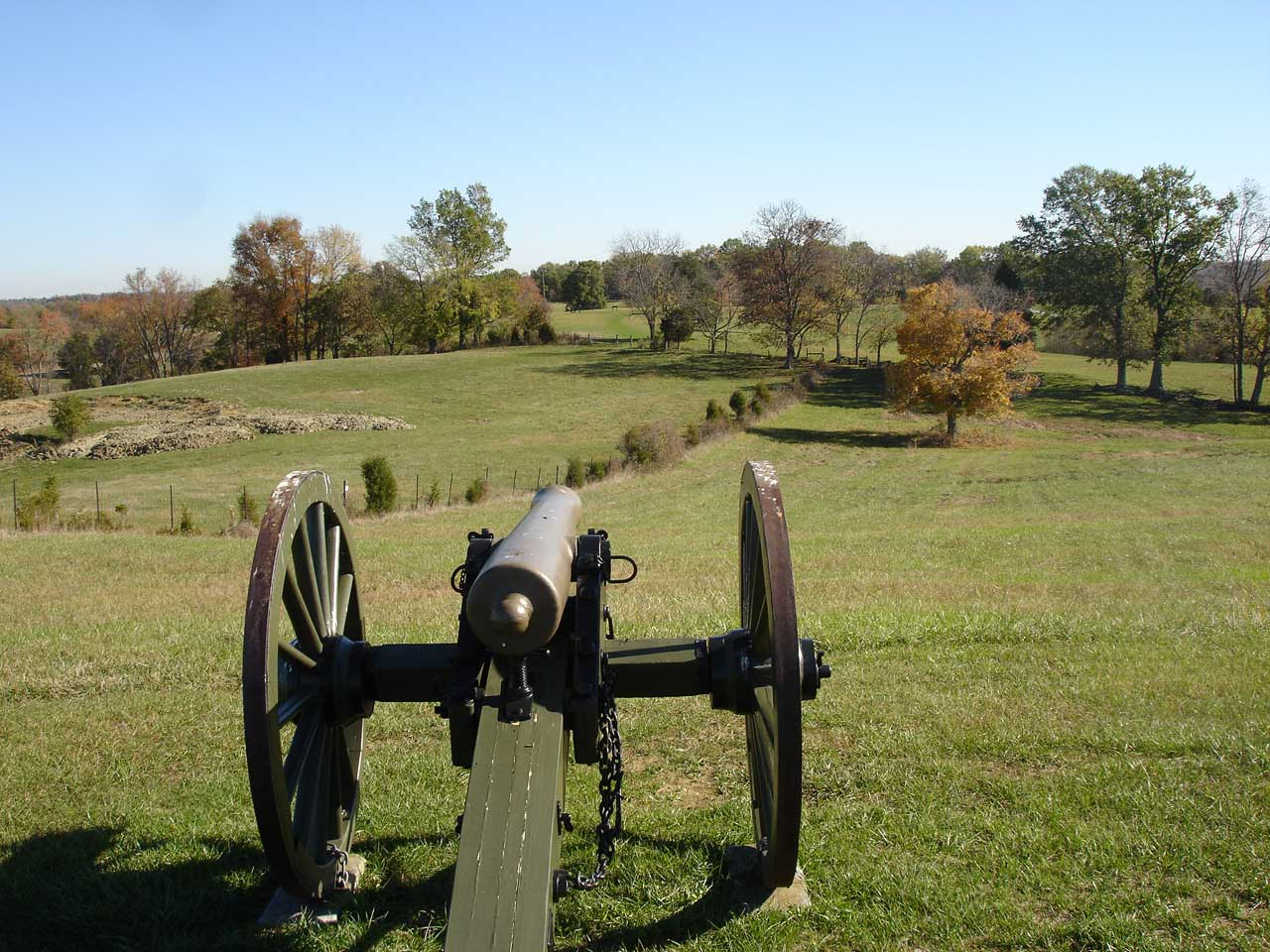
オープンノブのパーソンの砲台、2007年撮影

南軍ダニエル・S・ドネルソン准将の旅団が最初にチャップリン川を渉り、西岸の崖に登り、午後2時頃に攻撃を開始した。その旅団の中で2個連隊は別の所に派遣されていたので、3個連隊だけで攻撃した。チーザムは「奴らに地獄を見させろ」と叫んだ。南北戦争の時に続いた伝説の一つでは、聖公会主教でもあるポークが近くにおり、チーザムに続いて「奴らにそれをやるんだ。チーザム将軍が言っているものを」と続いたということである。この旅団は予想していたような開いた側面を衝く代わりに、北軍陣地の中央に正面攻撃を掛けてしまっていることが分かった。ジョン・H・サベイジ大佐の第16テネシー歩兵連隊は他の2個連隊よりも前に出て、サミュエル・J・ハリス大尉の砲兵隊に迫ろうとした（サベイジはドネルソンが酔っぱらいで軍事的能力は限られていると軽蔑しており、しばしばその命令に注意を払わないことがあった。サベイジはハリスの砲兵隊を攻撃せよと言うドネルソンの命令が自分に対する死の宣告だと考えた）。西の窪地に動くと第33オハイオ歩兵連隊と200ヤード (180 m)北のオープンノブにいるパーソンズ砲兵隊の8門の大砲から十字砲火を浴びた。チーザムはジョージ・E・マニー准将の旅団にオープンノブのパーソンズ隊に対処ために前進するよう命じたが、ドネルソン旅団は敵の砲火に抗しきれず、午後2時半におよそ20％の損失を出して撤退し、出発点に戻った。サベイジの連隊は370名中219名が失われた。
オープンノブのパーソンズ隊8門の大砲は経験の足りない兵士が操作しており、その中には第105オハイオ連隊の歩兵新兵の者もいた。テリルの第33旅団が大砲の防衛に配置された。北軍の中尉がドネルソンの攻撃に向いていたので、マニー旅団が森を抜けて気付かれずにノブに接近できた。その後北軍は大砲を向け直して、激しい砲撃戦が起こった。第10師団の指揮官ジャクソン准将がこの戦闘で戦死し、指揮権はテリルに渡ったが、テリルが即座にまずい指揮判断をしてしまった。その砲兵隊の安全が強迫観念になっていたので、第123イリノイ連隊に丘を降って銃剣突撃を掛けるよう命令した。770名の未熟な北軍兵が1,800名の南軍古参兵の手に掛かって大きな損失を出した。第80イリノイ連隊とセオフィラス・T・ガラード大佐の指揮する分遣隊から援軍が到着し、2面は短時間で膠着状態になった。ウィリアム・ターナー中佐が指揮するマニーの砲兵隊が経験の足りない防御兵に砲撃を掛け、マニーは急な斜面を駆け上がっての突撃を命じ、これで丘の上の北軍を一掃し、パーソンの大砲の大半も捕獲した。執拗に頑張っていたパーソンズは撤退する兵士によってその現場から引きずり出さなければならなかった。
マニーの攻撃は続いて西方に向かい、オープンノブの反対側の斜面を降り、トウモロコシ畑を抜けて、ベントン道路を横切った後で、北軍ジョン・C・スタークウェザー大佐の第28旅団（ルソー師団）の2,200名と12門の大砲が占領するもう一つの急な尾根に向かった。これらの大砲がオープンノブを耐え難い場所にした。スタークウェザーは、マニー隊がパーソンズの陣地を攻撃している間にトウモロコシ畑に第21ウィスコンシン連隊を配置した。第21ウィスコンシン連隊は結成されてから1ヶ月も経って居らず、まだその武器を使ったこともない者がいるような未経験な兵士の連隊だったが、トウモロコシ畑の10ないし12フィート (3-3.6 m)もあるトウモロコシでほとんど何も見えなかった。彼等はテリル旅団の残兵が側を通って撤退してきたときに驚かされた。テリル自信も撤退しながら、「反乱軍が恐ろしい勢いで前進している」と叫んだ。テリルは連隊副官を説得して再度銃剣突撃を掛けさせた。200名の兵士が前進し、直ぐに前進してきた南軍兵に粉砕された。北軍兵は撤退してくる友軍兵が撃たれないように銃撃を続けねばならなかったが、スタークウェザーの砲撃が同士討ちとなって多くの損失を出した。第21ウィスコンシン連隊は南軍の隊列に何とか一斉射撃を掛けたが、1,400挺の一斉射撃の返礼を受け、北軍連隊は大きくその勢力を減らされ、生存者はベントン道路に向かって逃げた。
チーザムはドネルソン旅団が戦っていた南軍戦線の隙間を埋めるために、アレクサンダー・P・スチュアート准将のテネシー旅団を配置し、スタークウェザーに対して前進していたマニーの旅団と合流させた。第1テネシー連隊が丘の北端を攻撃する一方、マニーの旅団の残り部隊は直接斜面を登って攻撃した。しかし、スタークウェザーの陣地は強固であり、その歩兵と砲兵の強い砲火によって南軍は最初撃退された。2回目の突撃と獰猛な白兵戦により南軍は砲台の中にある頂上に達した。一方、テリル准将は戦闘に戻り、その部隊を丘の反対側の斜面で率いていた。テリルは頭の上で爆発した砲弾で致命傷を負い、翌日午前2時に死んだ。スタークウェザーはその大砲のうち6門は引き上げることができ、100ヤード (90 m)西の次の尾根に移動した。

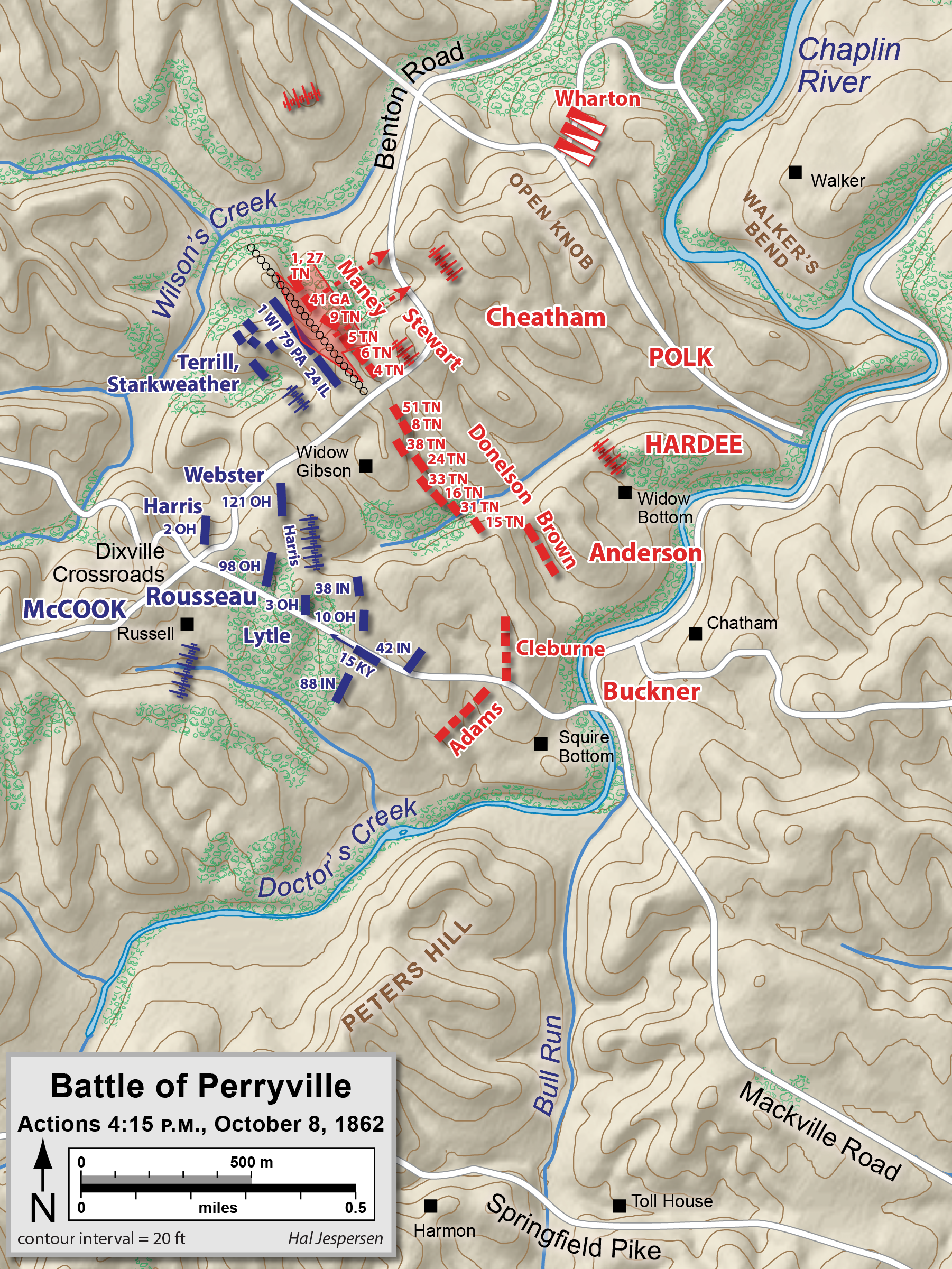
最高到達点（~ 午後4:15）

北軍は再度強固な防御陣地に就き、大砲の支援と険しい斜面の頂上に石壁もあった。マニーとスチュアートの部隊は3度攻撃を試みたが全て不成功だったので、午後5時半頃にオープンノブ近くまで後退した。マニーの旅団による3時間以上の攻撃はこの戦闘の中でも最も流血の多いものとなり、もっとも重要な時点だったとされた。歴史家のケネス・W・ノーは、マニーの最後の撃退が西部戦線での南軍の最高到達点であり、ゲティスバーグの戦いでのアングルに勝るとも劣らないと表現した。

### 南軍中央からの攻撃
中央ではアンダーソン師団による梯形編成の攻撃が続いた。午後2時45分、マニーの最初の攻撃がオープンノブで撃退されたの同じ時間にトマス・M・ジョーンズ大佐の旅団が大きな陥没穴のある渓谷を越えて攻撃を開始した。ジョーンズはアンダーソンやハーディからの攻撃命令を受けていなかったが、その右手で銃声を聞いたときに自分の考えで前進を始めた。この部隊が渓谷に入ると、北軍レナード・A・ハリス大佐の第9旅団（ルソー師団）が陣取る隣の尾根からマスケット銃と12門の大砲の砲火で薙ぎ倒された。ジョーンズ旅団に属するチャールズ・ラムスデン大尉のアラバマ軽装砲兵隊が反撃したが、視覚的な錯誤により、連続した尾根が一つに見えて適切な射程を設定できず、北軍前線に対する効果的な攻撃ができなかった。午後3時半、南軍ジョン・C・ブラウン准将の旅団がジョーンズ隊の撤退した跡に入れ替わった。この時までに、北軍の砲兵隊の大半は弾薬の補給のために後退しなければならず、ブラウン隊はジョーンズ隊と同じ運命を辿らなかった。それでも、南軍の左翼が北軍の陣地に圧力を掛けることに成功するまで、歩兵隊が守る陣地に対して前進できなかった。

### 南軍左翼からの攻撃

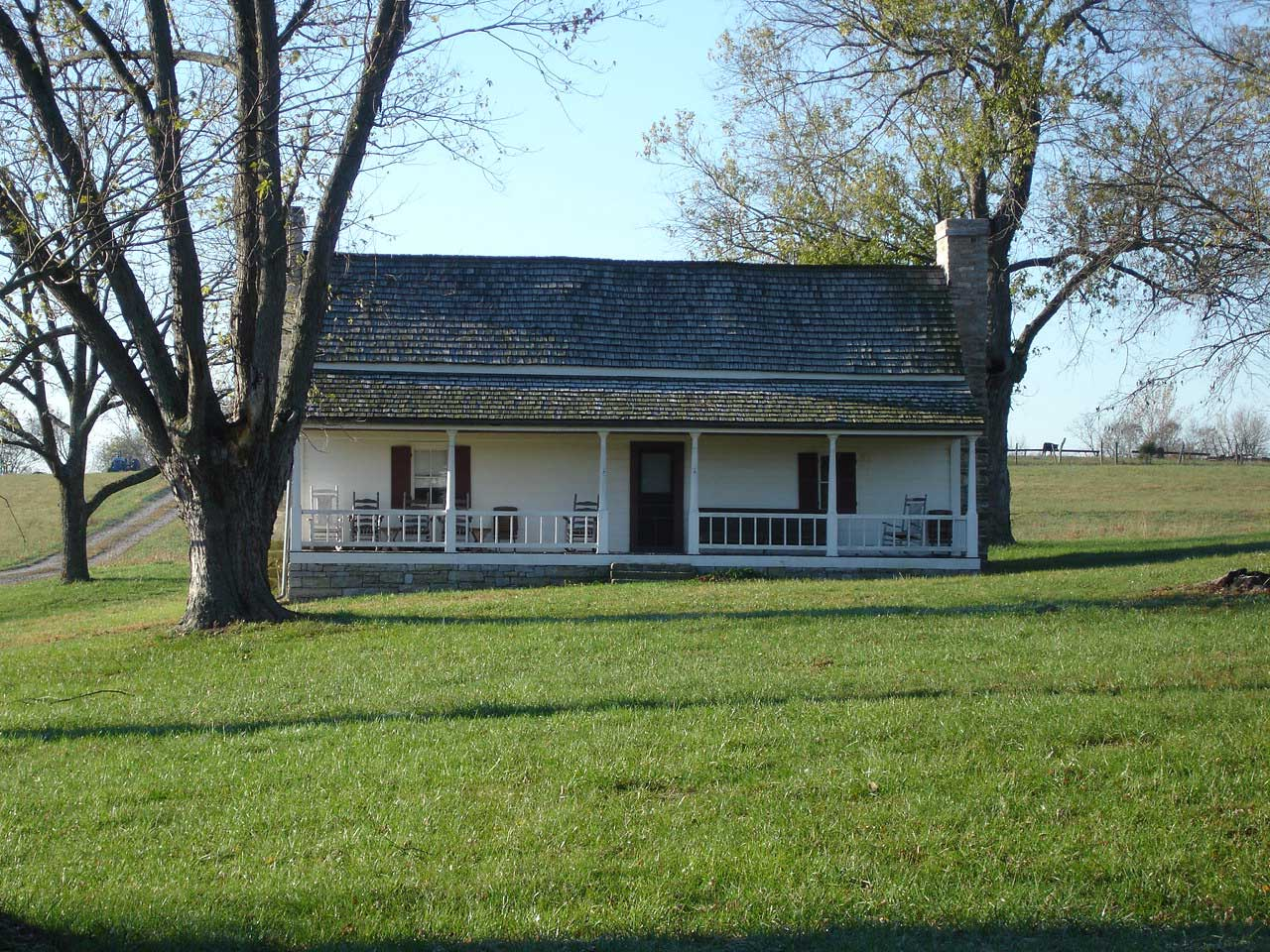
ボトム郷士の居宅、2007年撮影

マクックの第1軍団のほぼ大半は、戦闘開始の時点で郷士ヘンリー・P・ボトムが所有する土地に陣取っていた。軍団の右翼、ウィリアム・H・リトル大佐の第17旅団はボトム郷士の居宅と納屋がある尾根に陣取っており、チャプリン川の屈曲部や1つの丘、さらに反対側にあるR・F・チャザムが所有する農園を見下ろしていた。この地域に対する南軍の攻撃は、午後2時45分頃にチャザム・ハウスヒルを降ったブッシュロッド・R・ジョンソン准将の旅団が始め、ほとんど乾いた河床を渉り、ジョン・ビーティ大佐が指揮する第3オハイオ歩兵連隊を攻撃した。この攻撃は統率が取れていなかった。バックナーからの命令が最後の瞬間に変えられ、それがあらゆる参戦部隊に行き渡らず、まだチャザム・ハウスヒルにいるうちから友軍の砲火で戦線を壊された。石壁を伝いながらの戦闘で歩兵部隊がやっと丘を駆け上がったとき、南軍の大砲が第3オハイオ歩兵連隊を砲撃し、ボトム郷士の丸太造り納屋に火を付けた。北軍の傷ついた兵士が逃げ場を求めて納屋に入っており、その多くは焼死した。
オハイオ連隊が後退し、その跡を第15ケンタッキー連隊が継いだ。ジョンソンの部隊は弾薬が尽きかけており、パトリック・R・クリバーン准将の旅団が午後3時40分頃に戦闘に加わった。クリバーンの馬が砲弾に当たって死に、クリバーン自身も踵を負傷したが、その部隊の前進を続けさせた。彼等が丘の斜面を上がっていくと南軍の砲火に曝されることになった。クリバーンは後に、自隊の兵士がリッチモンドで捕まえた北軍兵士の青い制服ズボンをはいていたので友軍の砲火を呼んだと推測した。クリバーンの左手では、ダニエル・W・アダムズの旅団が第15ケンタッキー連隊に対する攻撃に加わり、ケンタッキー連隊は第3オハイオ連隊の3個中隊から応援を受けていた。北軍の部隊は西のマクックの作戦本部があるラッセル・ハウスの方向に後退した。リトルは部下の兵士達を呼び集めようとしているときに頭に負傷した。彼はそのまま戦場に残され捕虜になった。
リトルの旅団が打ち破られているとき、フィリップ・シェリダン師団の左翼はピーターズヒルの南数百ヤードしか離れていなかった。戦闘後長く続いた議論は、なぜシェリダンが戦いに加わる選択をしなかったかだった。この日早く、シェリダンはギルバートから会戦を避けるよう命令を受けていた。午後2時頃、ビューエルがギルバートと昼食を摂っている作戦本部にも砲声が届いた。2人の将軍は、その音が北軍砲兵隊の訓練だと思い、シェリダンに弾の無駄遣いをしないよう伝言を送った。シェリダンは実際に南軍攻撃部隊に砲弾を送り込んでいたが、ギルバートが後方から戦場に到着したとき、シェリダンは攻撃されているのだと思い、後退して塹壕に入るよう命じた。

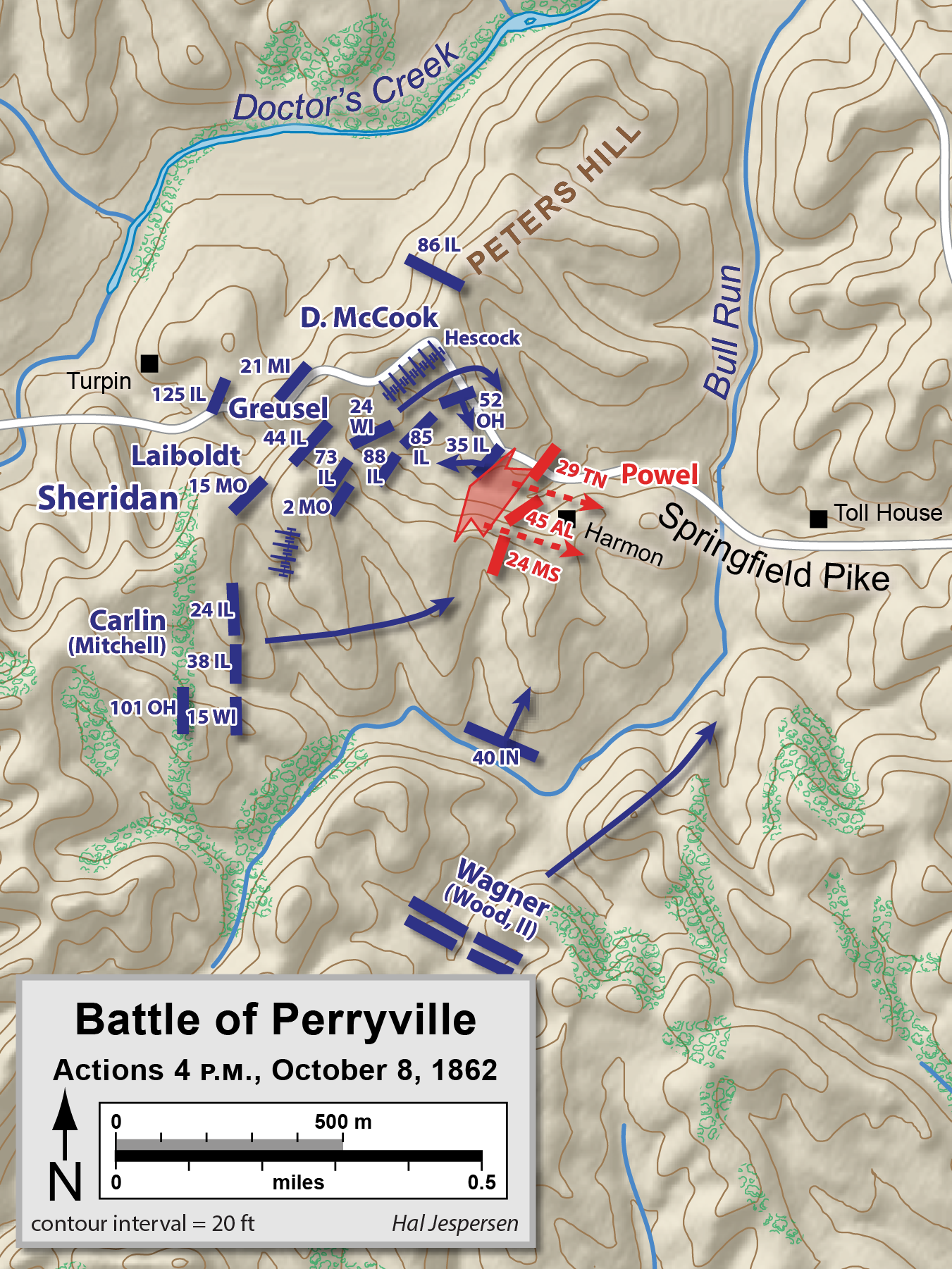
パウェルのシェリダンに対する攻撃（~ 午後4時）

シェリダンの師団は戦闘の終わり頃に参戦した。南軍サミュエル・パウェル大佐の旅団（アンダーソン師団）がクリバーンの左手にいるアダムズの旅団と共に前進を命じられた。しかし、この2個旅団は大きく間が空いており、パウェル旅団はペリービルの直ぐ西、エドワーズ・ハウスヒルにいた。午後4時頃、パウェルはブラッグから、ブラッグ軍の左翼に砲撃を加えているヘンリー・ヘスコック大尉の大砲を黙らせるためにスプリングフィールド・パイクを西に進むよう命令を受けた。ブラッグはそれが第3軍団全軍ではなく、孤立した砲兵隊だと思っていた。パウェル旅団の3個連隊はシェリダンの師団に遭遇し、シェリダンは当初南軍による攻勢を心配し援軍を求めていたが、南軍の3個連隊は直ぐに撃退された。
シェリダンはその後の戦闘では大変攻撃的だということになったが、この時は敵の小さな部隊を追撃することを躊躇し、またダニエル・マクックから北に動いてその兄の軍団を支援してくれという要請も断った。しかし、シェリダンがその前に要請していた援軍としてウィリアム・P・カーリン大佐の第31旅団（ミッチェル師団）がシェリダンの右手に付いた。カーリンの部隊は攻撃的にパウェル隊の追撃に移り、ペリービルに向かってできる限りの速さで追った。この部隊が町の西外れにある墓地に着いたとき、激しい砲撃戦が始まった。カーリンは前に押して行き、ジョージ・B・ワグナー大佐の第21旅団（第2軍団ウッズの師団）も合流した。この2個旅団はブラッグ軍の退却路を支配する重要な町の交差点を確保するために停止したが、ギルバートからミッチェルに宛てた命令で、ミッチェルの激しい抗議にも拘わらず、前進が止まった。

### ディックスビル交差点

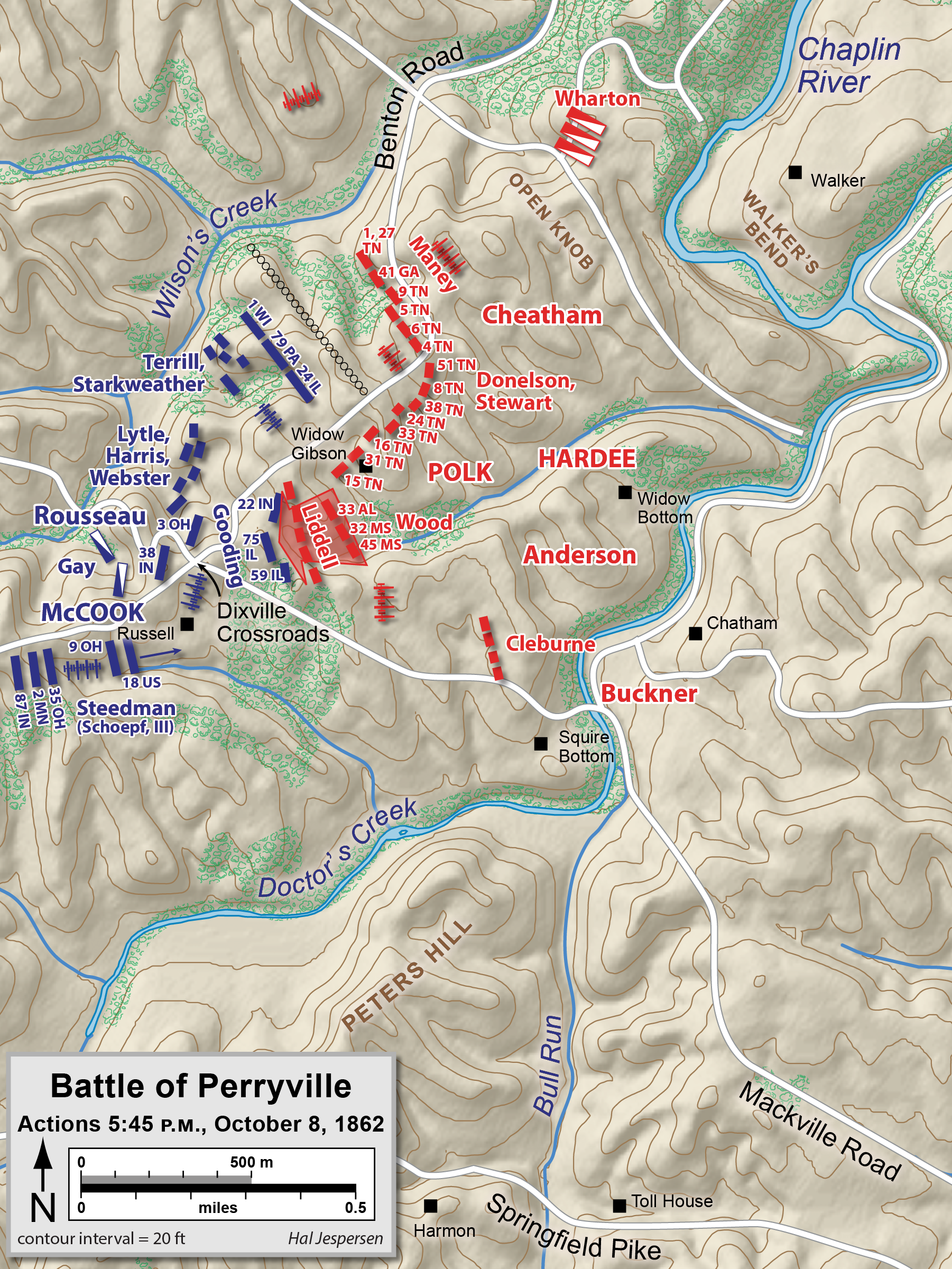
ディックスビル交差点の防御（~ 午後5:45

ブラッグ軍の攻撃は大がかりな挟撃の形を取り、マクック軍団の両側面が押されて密集した集団になった。この密集はベントン道路とマックビル道路が交差するディックスビル交差点で起こった。もしこの交差点が確保されれば、南軍はマクック軍団の右翼を取り巻いた可能性があり、効果的に北軍の他の部隊から孤立させることができるはずだった。挟撃の南側部隊の動きがラッセル・ハウスに一時的に作られた戦線で鈍くなり始めた。ハリスとリトルの旅団が、クリバーンとアダムズの旅団の攻撃で行き詰まりになるまで持ち堪えた。挟撃の北側部隊はスタークウェザー隊の防御で止められていた。残った攻撃は北のマックビル道路からのものであり、バックナー師団からセントジョン・R・リドルとスターリング・A・M・ウッド各准将のまだ疲れていない2個旅団が行った。
攻撃の当初の目標はジャクソン師団のジョージ・ウェブスター大佐の第34旅団だった。この攻撃でウェブスターは致命傷を負った。その死は第10師団にとって最後の上官の損失となった。師団指揮官のジャクソンおよび別の旅団指揮官テリルが既に致命傷を負っていた（その前夜、ジャクソン、テリルおよびウェブスターの3人で彼等全員が戦死する可能性について無駄話をしており、そのような考えは統計学的に無視できると打ち棄てていた）。ウェブスターの歩兵隊とハリス大尉の砲兵隊がベントン道路に近い丘の上に陣取り、ウッドの攻撃部隊を粉々に打ち砕き後退させた。ウッド隊は丘の麓で再結集し、攻撃を再開した。ハリスの砲兵隊は弾薬が尽きかけたので後退を強いられ、南軍の攻撃でウェブスター隊は交差点の方向に押し込まれた。マイケル・グッディング大佐の第13旅団（ミッチェル師団）がギルバート軍団から戦場に到着し、戦闘に参加した。ウッド隊が後退しリドル隊と入れ替わった。
この援軍の到着はマクックの追い詰められた軍団に対して遅すぎた救援要請の試みの結果だった。午後2時半、マクックはピーターズヒルにいたシェリダンに副官を送り、第1軍団の右翼を守るよう要請した。さらに午後3時、一番近い第3軍団から支援を得るために2人目の参謀士官を伝令に送った。その士官は第3軍団予備隊の第1師団を指揮するアルビン・F・シェフ准将に出逢った。シェフは独断で行動する気が進まず、その士官をギルバートに差し向け、ギルバートはさらに2マイル (3 km)以上離れたビューエルの作戦本部に差し向けた。マクックの参謀士官が作戦本部に到着したのは午後4時となり、それまで戦闘の騒音をほとんど聞くことの無かった指揮官を驚かせ、南軍の主要な攻撃が暫くの間続いていると信じるのが難しかった。それでもビューエルは、シェフ師団の2個旅団に第1軍団の支援を命じた。この比較的小さな約束は、ビューエルが報告を受けた悲惨な状態を額面通りに受け取ることを躊躇したことを示していた。
リドル隊は交差点の東100ヤード (90 m)もない距離にある特定されない部隊に発砲した。そこからは「お前達は友軍に発砲している。お願いだから止めてくれ」という叫びが聞こえた。一翼の指揮官レオニダス・ポークは同士討ちにあったと見られる犠牲者を見定めるために馬で前に進むことにした。ポークは誤って第22インディアナ連隊の戦線に乗り入れてしまい、北軍の戦線を抜けて血路を開かざるを得ないと悟り、北軍士官の振りをして北軍部隊に銃撃を止めるよう叫んだ。ポークが逃げおおせてリドルと南軍に発砲と叫んだとき、数百のマスケット銃が一斉射撃を行い、第22インディアナ連隊のスクァイア・キース大佐を殺し、連隊の損失率を65％に高め、それはペリービルに参加したどの連隊よりも高い数字となった。リドルは攻撃を続けようと望んだが、ポークは自ら敵軍と接してきたことで狼狽しており、暗闇が訪れたことを呪って攻撃を止めさせた。北軍の部隊はその物資や装備を危険の残る交差点を通って動かし、北西200ヤード (180 m)に一連の丘で戦列を安定させた。マクックの軍団は終日激しい被害を受けたが、破壊されるまでには至らなかった。

## 戦いの後
北軍の損失総数は4,276名だった（戦死894名、負傷2,911名、捕虜または不明471名）。南軍の損失総数は3,401名だった（戦死532名、負傷2,641名、捕虜または不明228名）。
ブラクストン・ブラッグは攻撃的に戦い、敵軍を1マイル (1.6 km)以上も押し込んだので戦術的な勝利を得たとされている。しかし、北軍第3軍団がスプリングフィールド・パイクを進軍したことが分かり、その日遅く知ったことだが、第2軍団がレバノン・パイクにいたことも併せると、彼の不安定な戦略的立場が明らかになった。午後9時、クロウフォード・ハウスで部下達と会合し、夜半後に撤退を開始し、自軍がスミス軍と合流する間、警戒線を残しておく命令を与えた。ブラッグ軍がハロッズバーグに向けて行軍する時に900名の負傷兵を後に残して行かざるを得なかった。

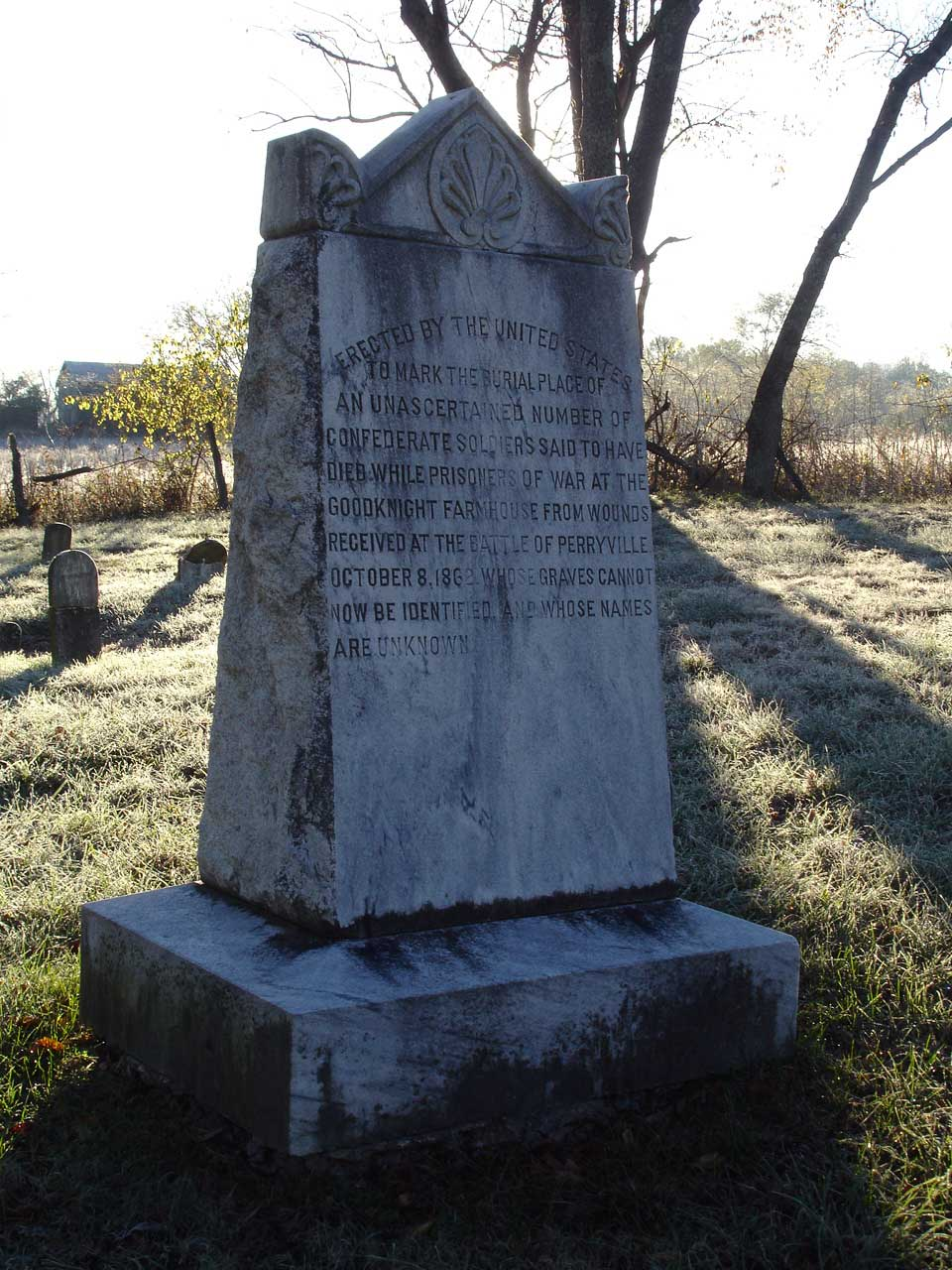
グッドナイト領地にある南軍墓の石碑、2007年撮影

ブラッグはハロッズバーグでスミス軍と合流し、北軍と南軍は勢力的に拮抗できるほどになって、次の週に今一度小競り合いを演じたが、どちらも本格的に攻撃しなかった。ブラッグは期待していたケンタッキー州での新兵はもはや現れず、州内に留まるために必要な兵站の支援にも欠けていると認識し、カンバーランド渓谷を通って南東のテネシー州ノックスビルに向かった。その後直ぐにアメリカ連合国の首都バージニア州リッチモンドに呼び出され、ジェファーソン・デイヴィスに向かって部下から告発されていたこの方面作戦での行動を釈明し、軍の指揮官を変えてくれるよう要請した。デイヴィスはブラッグを指揮官に留めておくことにしたが、ブラッグと部下との関係は大きく損なわれた。ブラッグは軍隊に戻ると、テネシー州マーフリーズバラへの転進を命じた。
ビューエルはブラッグ軍に対して心半分の追撃を行い、リンカーン政権が望んでいたような東テネシーへの押し出しではなく、ナッシュビルに戻った。ビューエルの業績に関する不満が鬱積し、西部方面軍の再編成に繋がった。10月24日、新しくカンバーランド方面軍がウィリアム・ローズクランズ少将の下に作られ、ビューエルのオハイオ軍はその下に付いて、第14軍団と改められた（12月遅く、ブラクストン・ブラッグに取ってはもう一つの戦略的敗北となるマーフリーズバラでのストーンズリバーの戦いの後、より親しみのある名前としてカンバーランド軍と呼ばれた）。ビューエルはこの方面作戦での行動を調査する委員会への出席を命じられた。その後の1年半軍事拘置所に留まり、その軍歴は終わった。1864年5月には除隊した。
ペリービルの戦いに続いて、北軍は戦争の残り期間ケンタッキー州の支配を続けた。歴史家のジェイムズ・M・マクファーソンは、ペリービルが戦争の大きな転回点の一部と考え、「アンティータムとペリービルで南軍の侵略を止めたときに、ヨーロッパ諸国のアメリカ連合国に対する調停と認知の機先を制し、おそらくは北部政府の戦争遂行能力を妨げたであろう1862年の北部における選挙で民主党の勝利を防止し、戦争の範囲と目的を拡大した奴隷解放宣言への階梯を設定した」とした。
ペリービル戦場跡の一部は、ペリービル州立歴史史跡としてケンタッキー州により保存されている。